# Traktorne, Mîhailivka
Traktorne (în ucraineană Тракторне, în germană Leiterhausen) este un sat în comuna Vîsoke din raionul Mîhailivka, regiunea Zaporijjea, Ucraina. Satul a fost locuit de germanii pontici.  

## Demografie
Componența lingvistică a localității Traktorne
     Ucraineană (81,65%)
     Rusă (18,35%)
Conform recensământului din 2001, majoritatea populației localității Traktorne era vorbitoare de ucraineană (81,65%), existând în minoritate și vorbitori de rusă (18,35%).